# Alexander Morrison Nemzeti Park
Az Alexander Morrison Nemzeti Park Nyugat-Ausztráliában található, Perthtől 207 kilométernyire északra Coorow megye területén, a Green Head-Coorow útvonal mentén. A parkot Alexander Morrisonról, Nyugat-Ausztrália első kormányzati botanikusáról nevezték el.

## Jellemzői
A park a homokos síkságokon, alacsony üledékes leszakadásokon túl homokkő és agyagpala képződményeket rejt, a korai jura földtörténeti időszakból, a Clockleshell Gully alakzat részeként. A homoki fenyérek alkotják a legelterjedtebb növénytársulást a vidéken, ám a park területén kiterjedt erdőségek és eukaliptuszbozótok is találhatóak, különösképpen a nemzeti park nyugati részén. Kiemelkedő eukaliptuszfélék, mint például Eucalyptus accedens, Eucalyptus eudesmoides találhatóak e vidéken, míg a fenyérek tipikus növényei közé tartoznak a Spirogardnera rubescens egyedei és az északi részeken a Banksia vestita is elterjedt növényfajnak számít.

## Története
A nemzeti parkot a Department of Lands and Surveys under Reserves ↑26800-as, ↑26803-as és ↑26804-es számú határozatai alapján különítették el természetvédelmi terület kijelölése céljából 1969. május 23-án, majd 1970 és 1971 közt a területet A osztályú természetvédelmi területté, azaz nemzeti parkká nyilvánították. A park a National Parks Authority of Western Australia hatáskörébe került. A nemzeti parkot hivatalosan 1971. október 8-án nevezték el.
Az Environmental Protection Authority (Környezetvédelmi Hatóság) 1974-ben felajánlott egy egy kilométer széles sávot a park déli részén, a Green Head-Coorow útvonal közelében, hogy azt is hozzácsatolják a park területéhez, ám mindezidáig ez hivatalosan nem történt meg.

## Fordítás
Ez a szócikk részben vagy egészben  az   Alexander Morrison National Park című angol Wikipédia-szócikk ezen változatának fordításán alapul.  Az eredeti cikk szerkesztőit annak laptörténete sorolja fel. Ez a jelzés csupán a megfogalmazás eredetét és a szerzői jogokat jelzi, nem szolgál a cikkben szereplő információk forrásmegjelöléseként.